# Стародубровская, Валерия Вадимовна
Валерия Вадимовна Стародубровская (10 февраля 1978, Липецк) — российская гребчиха, заслуженный мастер спорта России. Серебряный и бронзовый призёр Чемпионата мира, двукратный серебряный призёр чемпионата Европы, призер Первенств мира. Выступала в женских восьмёрках, наибольших успехов достигла в распашных двойках без рулевого.  
Судья Всероссийской категории. 

## Биография
Бронзовый призёр чемпионата мира среди юниоров 1995 года. 
Участница семи чемпионатов мира. Серебряный призёр чемпионата  мира 2004 годаи бронзовый призёр чемпионата  мира 2005 года.
Участница двух чемпионатов Европы. В восьмёрках становилась 4-й (2009) и 5-й (2011).